# 维勒塞尔沃
维勒塞尔沃（法語：Villeselve，法語發音：[vilsɛlv]）是法国瓦兹省的一个市镇，位于该省东部角，和索姆（80）、埃纳（02）两省接壤，属于贡比涅区。

## 地理
维勒塞尔沃（49°41'27"N, 3°6'38"E）面积6.89 平方千米，位于法国上法蘭西大區瓦兹省，该省份为法国北部内陆省份，北起索姆省，西接厄尔省和滨海塞纳省，南至塞纳-马恩省和瓦兹河谷省，东临埃纳省。
与维勒塞尔沃接壤的市镇（或旧市镇、城区）包括：博蒙昂贝讷、吉夫里、贝尔朗库尔、吉斯卡尔、布鲁希。

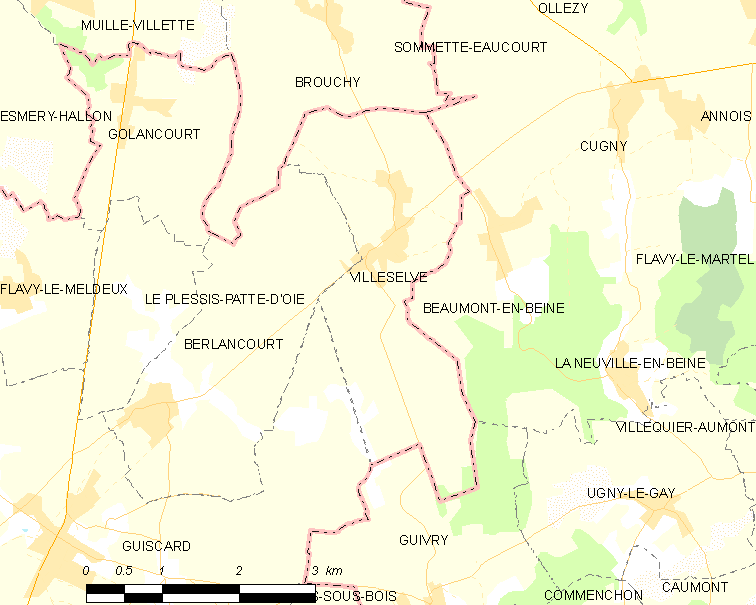
维勒塞尔沃的OSM定位图

维勒塞尔沃的时区为UTC+01:00、UTC+02:00（夏令时）。

## 行政
维勒塞尔沃的邮政编码为60640，INSEE市镇编码为60693。

## 政治
维勒塞尔沃所属的省级选区为努瓦永县。

## 人口

1962-2008年间维勒塞尔沃人口变化图示

维勒塞尔沃于2022年1月1日时的人口数量为385人。